# Willi Trakofler
Willi Trakofler (* 27. April 1973 in Taisten) ist ein ehemaliger italienischer Snowboarder.

## Werdegang
Trakofler startete im Dezember 1996 in Sestriere erstmals im Snowboard-Weltcup der FIS und belegte dabei den 46. Platz im Riesenslalom. Nachdem er zu Beginn der Saison 1997/98 in Sestriere mit Platz acht im Snowboardcross erstmals im Weltcup unter die ersten zehn kam, errang er in Innichen mit Platz drei im Riesenslalom seine einzige Podestplatzierung im Weltcup. Bei seiner einzigen Olympiateilnahme im Februar 1998 in Nagano wurde er Elfter im Riesenslalom. Die Saison beendete er auf dem 39. Platz im Gesamtweltcup und auf dem 24. Rang im Snowboardcross-Weltcup. Dies waren seine besten Gesamtergebnisse. In der Saison 1998/99 siegte er zweimal im Continental-Cup und fuhr bei den Snowboard-Weltmeisterschaften 1999 in Berchtesgaden auf den 62. Platz im Parallelslalom, auf den 57. Rang im Riesenslalom und auf den 29. Platz im Parallel-Riesenslalom. Seinen letzten Weltcup absolvierte er im Dezember 1999 in Zell am See, welchen er auf dem 25. Platz im Parallel-Riesenslalom beendete.

## Teilnahmen an Weltmeisterschaften und Olympischen Winterspielen

### Olympische Winterspiele
- 1998 Nagano: 11. Platz Riesenslalom

### Snowboard-Weltmeisterschaften
- 1999 Berchtesgaden: 29. Platz Parallel-Riesenslalom, 57. Platz Riesenslalom, 62. Platz Parallelslalom

## Weltcup-Gesamtplatzierungen
| Saison    | Gesamt | Gesamt | Snowboardcross | Snowboardcross | Parallel | Parallel | Parallel-Riesenslalom | Parallel-Riesenslalom |
| Saison    | Punkte | Platz  | Punkte         | Platz          | Punkte   | Platz    | Punkte                | Platz                 |
| --------- | ------ | ------ | -------------- | -------------- | -------- | -------- | --------------------- | --------------------- |
| 1996/97   | 4      | 127.   | -              | -              | -        | -        | -                     | -                     |
| 1997/98   | 251    | 39.    | 320            | 24.            | -        | -        | -                     | -                     |
| 1998/99   | 212    | 52.    | 220            | 36.            | -        | -        | -                     | -                     |
| 1999/2000 | 7      | 127.   | -              | -              | 72       | 64.      | 72                    | 64.                   |